# Evolution (revista)
Evolution, ou International Journal of Organic Evolution, é uma revista científica mensal que publica resultados significativos de investigações teóricas ou empíricas relacionado a factos, processos, mecânica ou conceitos de fenómenos e eventos evolutivos. Evolution é publicada pela Society for the Study of Evolution. O seu editor é Mohamed Noor.
A revista foi fundada pouco depois do fim da segunda guerra mundial, e o seu primeiro editor-em-chefe foi Ernst Meyer.